# Haselsdorf-Tobelbad
Haselsdorf-Tobelbad osztrák község Stájerország Graz-környéki járásában. 2017 januárjában 1426 lakosa volt.

## Fekvése

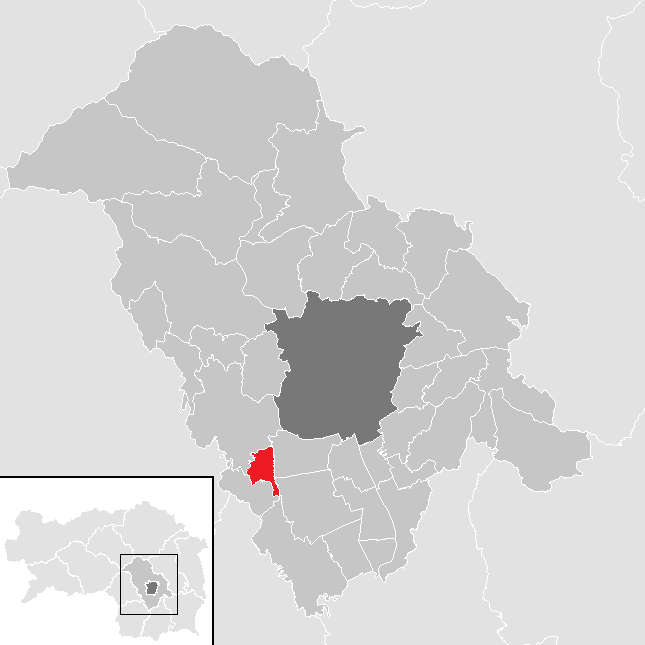
Haselsdorf-Tobelbad a Graz-környéki járásban

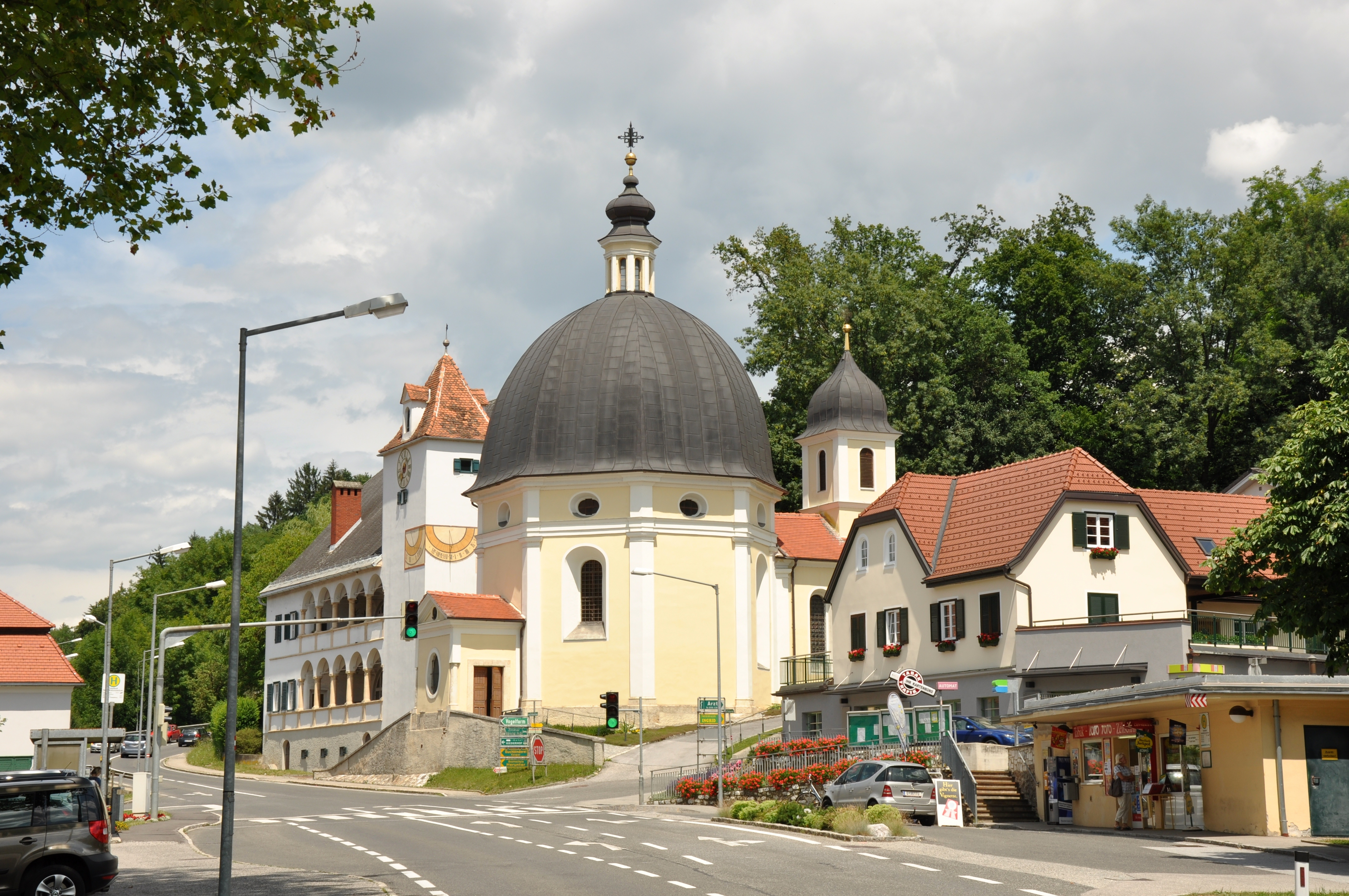
A Szeplőtelen fogantatás-templom

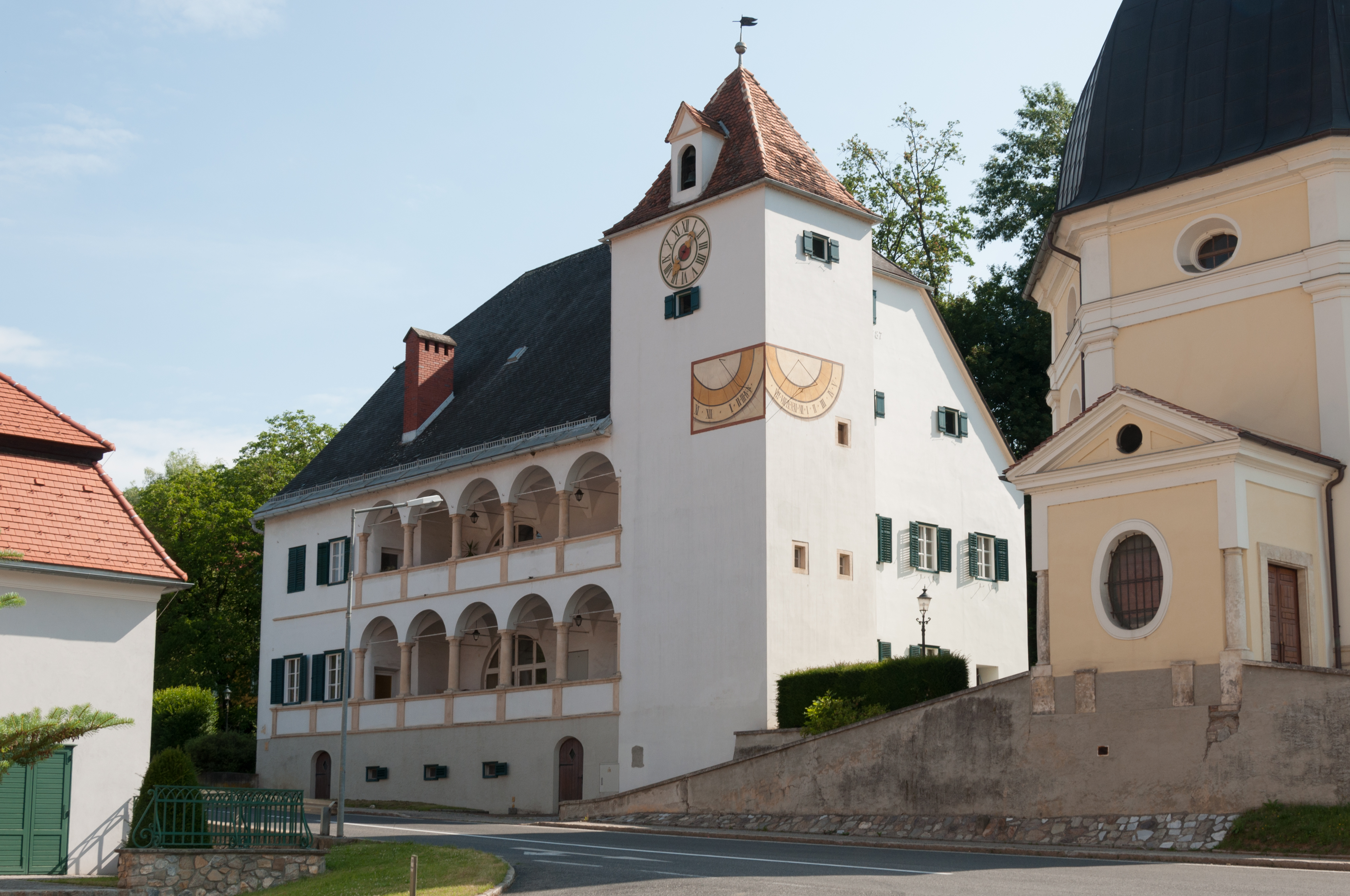
A plébánia

Haselsdorf-Tobelbad a nyugat-stájerországi régióban fekszik, kb 10 km-re délnyugatra Graztól. Délkeleten a Kaiserwald erdejének egy kis része tartozik hozzá. Az önkormányzat 4 települést egyesít: Badegg (331 lakos 2018-ban), Haselsdorf (328), Haselsdorfberg (420) és Tobelbad (347).
A környező önkormányzatok: északra Hitzendorf, északkeletre Seiersberg-Pirka, délkeletre Premstätten, délnyugatra Lieboch.

## Története
Haselsdorfot először 1625-ben említik Hartmannsdorfként. Alapítója valószínűleg Hartmann von Parneck volt. Nevének mai formája 1787-ben vált hivatalossá. A szomszédos kis falvak, Haselsdorfberg és Badegg eredetileg a haselsdorfiak szőlőültetvényei voltak, ahová a 17. század végén, 18. század elején tulajdonosaik ki is költöztek és idővel önálló településekké váltak. 
Tobelbad egy kis fürdőhelyből nőtte ki magát faluvá; előbbit először 1491-ben említik. Eredetileg hercegi tulajdonban volt, majd 1548-ban a stájer rendek kapták meg. A település elsősorban a 19. században fejlődött ki a fürdő körül. Temploma 1630 körül épült, a plébánia 1786-ban készült el. 
A négy falut összefogó községi tanács 1849-ben alakult meg. Az addigi Haselsdorf nevet 1983-ban Haselsdorf-Tobelbad-ra cserélték. 

## Lakosság
A Haselsdorf-Tobelbad-i önkormányzat területén 2017 januárjában 1426 fő élt. A lakosságszám 1961 óta gyarapodó tendenciát mutat. 2015-ben a helybeliek 95,7%-a volt osztrák állampolgár; a külföldiek közül 1,3% a régi (2004 előtti), 2% az új EU-tagállamokból érkezett. 2001-ben a lakosok 82,9%-a római katolikusnak, 2,9% evangélikusnak, 11,7% pedig felekezet nélkülinek vallotta magát. Ugyanekkor 7 magyar élt a községben. 

## Látnivalók
- a Szeplőtelen fogantatás-plébániatemplom
- a plébánia
- a 18. századi Festsaal

## Híres Haselsdorf-Tobelbad-iak
- Erik von Kuehnelt-Leddihn (1909–1999) publicista, politológus

## Fordítás
- Ez a szócikk részben vagy egészben  a   Haselsdorf-Tobelbad című német Wikipédia-szócikk ezen változatának fordításán alapul.  Az eredeti cikk szerkesztőit annak laptörténete sorolja fel. Ez a jelzés csupán a megfogalmazás eredetét és a szerzői jogokat jelzi, nem szolgál a cikkben szereplő információk forrásmegjelöléseként.